# Seznam estonskih biatloncev
Seznam estonskih biatloncev.

## B
- Meril Beilmann

## E
- Kalev Ermits

## G
- Grete Gaim

## H
- Sirli Hanni
- Robert Heldna

## J
- Darja Jurlova

## K
- Kauri Kõiv
- Jakob Kulbin
- Susan Külm

## L
- Kadri Lehtla
- Roland Lessing

## O
- Regina Oja

## R
- Martin Remmelg

## S
- Eveli Saue
- Kristo Siimer
- Daniil Steptšenko

## T
- Johanna Talihärm
- Indrek Tobreluts
- Tuuli Tomingas
- Jan Treier

## V
- Kristel Viigipuu

## Z
- Rene Zahkna